# Manuela Diamanti
Manuela Diamanti (Roma, 1º luglio 1977) è un'ex cestista italiana.
Alta 182 cm, ha giocato in Serie A1 italiana Cus Chieti Alcamo, La Spezia e Napoli Costone Siena nel ruolo di Guardia.

## Palmarès
- Europeo Juniores: 1
Nazionale italiana: Bulgaria 1994